# 茨城県立内原特別支援学校
茨城県立内原特別支援学校（いばらきけんりつ うちはらとくべつしえんがっこう）は、茨城県水戸市鯉淵町にある公立特別支援学校。

## 概要
茨城県立内原特別支援学校は、知的障害を持つ児童生徒に教育を施すため1979年4月に開校した。2015年度現在での児童生徒数は20人と、小規模校であることが特徴である。

## 設置学部
- 小学部
- 中学部
- 高等部

## 校訓
- 明るく・仲よく・たくましく